# Liste des gouvernements sud-africains
Liste des gouvernements d'Afrique du Sud :
| #  | Gouvernement                                                                  | Majorité | Dates                                  |
| -- | ----------------------------------------------------------------------------- | --- | -------------------------------------- |
| 1  | Gouvernements Botha                                                           | Parti sud-africain | 1910–1919                              |
| 2  | Gouvernements Smuts                                                           | Parti sud-africain /Unionistes Parti sud-africain                                                                                  | 1919–1920 -1921 -1924                  |
| 3  | Gouvernements Hertzog                                                         | Parti national / Parti travailliste Parti uni (Parti national + Parti sud-africain)                                                | 1924–1933 1934-1939                    |
| 4  | Gouvernements Smuts                                                           | Parti uni | 1939–1948                              |
| 5  | Gouvernements Malan                                                           | Parti national/Parti afrikaner Parti national                                                                                      | 1948–1953 -1954                        |
| 6  | Gouvernement Strijdom                                                         | Parti national | 1954–1958                              |
| 7  | Gouvernements Verwoerd                                                        | Parti national | 1958–1966                              |
| 8  | Gouvernements Vorster                                                         | Parti national | 1966–1978                              |
| 9  | Gouvernements Botha                                                           | Parti national | 1978–1989                              |
| 10 | Gouvernement de Klerk                                                         | Parti national | 1989–1994                              |
| 11 | Gouvernement Mandela                                                          | Unité nationale (Congrès national africain/Parti national/Inkatha Freedom Party) Congrès national africain + Inkatha Freedom Party | 1994–1996 –1999                        |
| 12 | Gouvernements Mbeki I et II                                                   | Congrès national africain + Inkatha Freedom Party Congrès national africain                                                        | 1999–2004 -2008                        |
| 13 | Gouvernement Motlanthe                                                        | Congrès national africain | 2008–2009                              |
| 14 | Gouvernements Zuma I et II                                                    | Congrès national africain | 2009-2018                              |
| 15 | Gouvernement Ramaphosa I Gouvernement Ramaphosa II Gouvernement Ramaphosa III | Congrès national africain | 2018-2019 -2024 depuis le 30 juin 2024 |